# 土岐頼忠

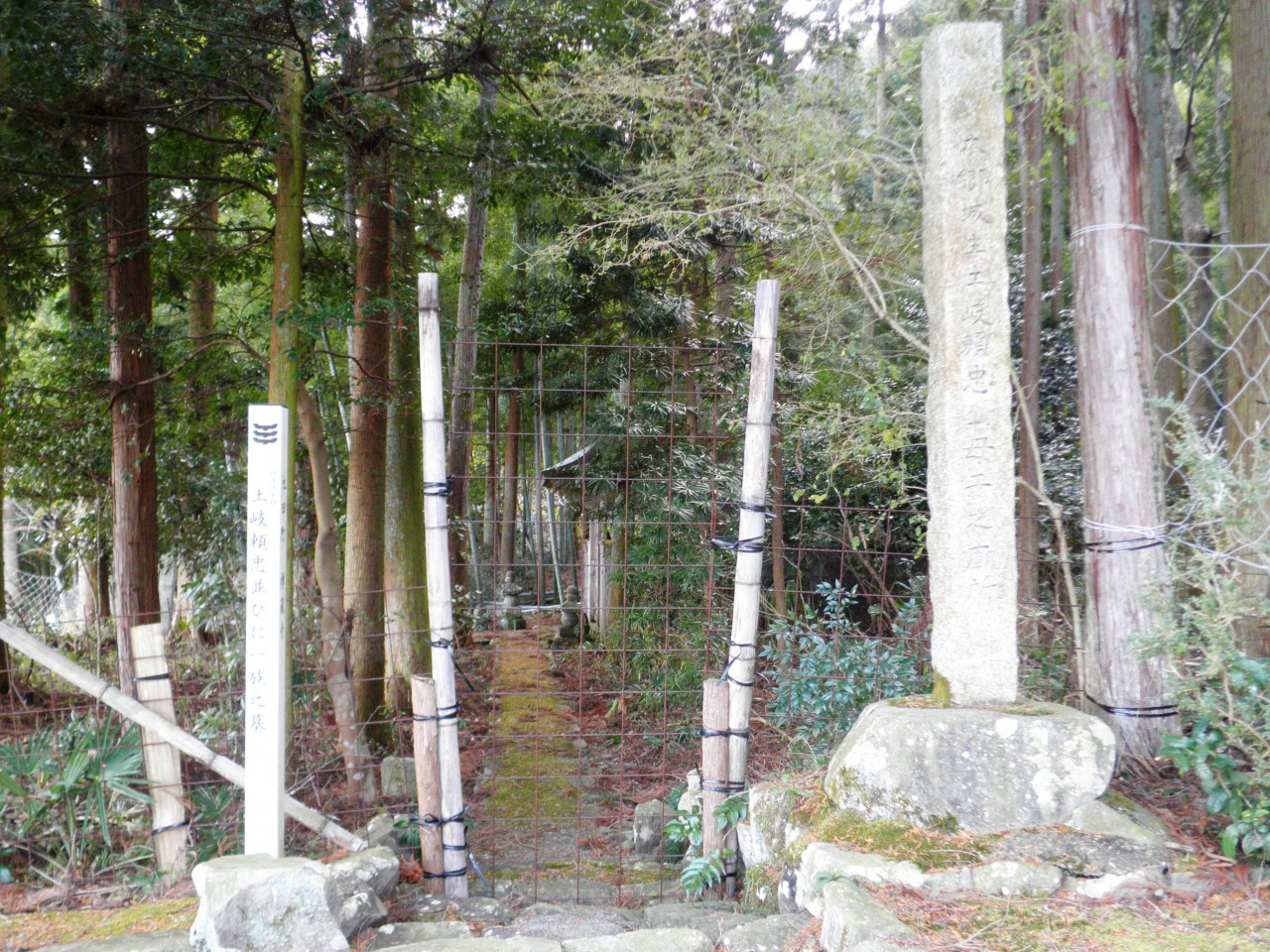
土岐頼忠一族の墓（岐阜県揖斐郡池田町願成寺 禅蔵寺）

土岐 頼忠（とき よりただ）は、南北朝時代から室町時代の武将、守護大名。美濃守護。土岐頼清（初代美濃守護土岐頼貞の子）の六男。頼康、明智頼兼、頼雄、康貞、直氏の弟。妻は京極氏の娘。子に頼益など。諱は頼世、通称は刑部少輔入道とも。官位は美濃守、刑部少輔。土岐西池田家の祖。

## 生涯
父頼清が早世したために、祖父の土岐頼貞の養子となった。
長兄頼康の存命時には美濃池田郡を拠点として兄を支えていたが、兄が死んで後を継いだ甥の美濃・伊勢守護土岐康行が室町幕府3代将軍足利義満の挑発に乗って挙兵すると、頼忠は幕府軍に味方して次男の頼益と共に康行の討伐に向かった。元中7年/明徳元年（1390年）に康行は敗れて没落、美濃・伊勢守護職は取り上げられた（土岐康行の乱）。
相国寺5世・雲渓支山のとりなしにより、頼忠は義満から美濃守護職に任じられた。土岐氏から相国寺に美濃玉村保を寄進することになったが、土岐氏はこれを押領してしまったという（『蔭凉軒日録』）。
以後、頼忠の土岐西池田家が土岐氏の主流となった。しかし、西池田家が惣領にとって代わったことには土岐庶流諸氏から反発が多く、頼忠は関ヶ原周辺に勢力を持つ国人の富島氏を守護代として重用している。
守護に就任した時点で高齢であり、応永2年（1395年）に守護職を頼益に譲り、2年後の応永4年（1397年）8月11日に死去した。享年75。
法名は禅蔵寺正庵真兼大居士。墓所は岐阜県揖斐郡池田町の禅蔵寺。